# 仁州駅
仁州駅（インジュえき）は、大韓民国忠清南道牙山市に位置する韓国鉄道公社（KORAIL）の駅である。

## 歴史
- 2024年11月2日：開業[2]。

## 隣の駅
韓国鉄道公社
西海線
安仲駅 - 仁州駅 - 合徳駅